# Vulgar (película)
Vulgar es una película estadounidense de 2000 escrita y dirigida por Bryan Johnson, producida por Monica Hampton para View Askew Productions e interpretada por varios actores que frecuentemente colaboran en películas del director Kevin Smith como Jason Mewes y Brian O'Halloran.

## Sinopsis
Will Carson es un joven de 20 años que vive en Nueva Jersey, donde trabaja como payaso en fiestas de cumpleaños para poder pagar su renta y la de su abusiva madre. A pesar de las dificultades, el trabajo de Will lo hace escapar de su triste realidad. Aunque se siente a gusto con su trabajo, el dinero es insuficiente, por lo tanto decide adoptar la personalidad del payaso "Vulgar", suceso que le traerá muchos problemas. 